# Mycosphaerella laureolae
Mycosphaerella laureolae är en svampart som först beskrevs av Chevall., och fick sitt nu gällande namn av Feltgen 1901. Mycosphaerella laureolae ingår i släktet Mycosphaerella och familjen Mycosphaerellaceae.   Inga underarter finns listade i Catalogue of Life.